# زاک اینسرتی
زاک اینسرتی (انگلیسی: Zac Incerti؛ زادهٔ ۱۳ ژوئیهٔ ۱۹۹۶) شناگر اهل استرالیا است.
وی در مسابقات کشوری و بین‌المللی در مجموع برندهٔ ۵ مدال طلا، ۱ مدال نقره، ۲ مدال برنز شده‌است.